# Reductio ad absurdum
Reductio ad absurdum, expresión latina que significa literalmente 'reducción al absurdo', es uno de los métodos lógicos de demostración más usado en matemáticas para demostrar la validez (o invalidez) de proposiciones categóricas.
Se parte por suponer como hipotética falsedad de la tesis de la proposición a demostrar y, mediante una concatenación de inferencias lógicas válidas, se pretende llegar a una contradicción lógica, un absurdo. De llegar a una contradicción, se concluye que la tesis (que se había supuesto falsa al principio) ha de ser verdadera.
Para demostrar la invalidez de una proposición, se supone como punto de partida que la proposición es cierta. Si la derivación final es una contradicción, se concluye que la proposición original es falsa y el argumento es inválido.
A este método también se le conoce como prueba por contradicción o prueba ad absurdum. Parte de la base es el cumplimiento del Principio de no contradicción: una proposición que no puede ser falsa es necesariamente verdadera, y una proposición que no puede ser verdadera es necesariamente falsa.

## Su uso en matemáticas
La demostración por reducción al absurdo es un tipo de argumento muy empleado en demostraciones matemáticas.
Consiste en demostrar que una proposición matemática es verdadera, probando que si no lo fuera conduciría a una contradicción, por lo cual sería verdadera.
Para obtener una prueba válida debe demostrarse que, dada una proposición {\displaystyle P\,\!}, «no {\displaystyle P\,\!}» implica una propiedad falsa en el sistema matemático utilizado. El peligro es la falacia lógica de la argumentación por ignorancia, mediante la cual se prueba que «no {\displaystyle P\,\!}» implica una propiedad {\displaystyle Q\,\!} que parece falsa, pero que realmente no se ha demostrado tal falsedad.
Un ejemplo clásico de esta falacia es la falsa demostración de un quinto postulado de Euclides a partir de los anteriores. Debido a que cuando se establecieron esas pruebas no existía otra Geometría que la euclidiana, parecían correctas. Tras la aparición de otras geometrías se demostró que el sistema era incorrecto. Para una explicación más profunda de estas falacias puede verse Mathematical Thought: from Ancient to Modern Times, de Morris Kline.
Aunque en demostraciones matemáticas este método se utiliza con gran libertad, no todas las escuelas de pensamiento matemático aceptan la reducción al absurdo como universalmente válida. En escuelas como la del intuicionismo, la ley de exclusión de intermedios no se acepta como válida. Desde este punto de vista hay una diferencia muy significativa entre demostrar que mediante un ejemplo real de un «algo» que existe sería absurdo demostrar su no existencia.

## Ejemplos

### No existe un número racional mínimo mayor que cero
Supongamos que se desea demostrar una proposición P. El procedimiento consiste en demostrar que asumiendo como cierta la falsedad de P (o sea P negada) conduce a una contradicción lógica. Entonces P debería no ser falsa. Por lo tanto, tiene que ser verdadera.
Por ejemplo, considérese la proposición «no existe un número racional mínimo mayor que cero». En una reducción al absurdo se comenzaría por asumir lo contrario y nuestra tesis sería: existe un número racional mínimo mayor que cero: {\displaystyle r_{0}}.
Ahora tomemos {\displaystyle x=r_{0}/2}. Por lo tanto, {\displaystyle x} es un número racional mayor que cero, y {\displaystyle x<r_{0}}. Eso es un absurdo, pues contradice la hipótesis de partida de que {\displaystyle r_{0}} era el número racional mínimo. Por lo tanto, se debe concluir que la proposición asumida como cierta: «hay un número racional mínimo mayor que cero» es falsa.
No es inusual utilizar este tipo de razonamientos con proposiciones como la enunciada, acerca de la inexistencia de cierto elemento matemático. Se supone que ese elemento existe y se prueba que eso conduce a una contradicción. Por lo tanto, ese objeto no existe.

### ¿Hay infinitos números primos?
Existen numerosas demostraciones sobre que existen infinitos números primos, la primera de la que se tiene constancia es de Euclides, donde queda demostrado mediante Reductio ad absurdum en la Proposición 20 del libro IX de Elementos (Hay más números primos que cualquier cantidad propuesta de números primos).
Partiendo de suponer que lo cierto es lo contrario, por lo cual nuestra tesis quedaría: «Los números primos son finitos», entonces tenemos {\displaystyle n} números primos que serían {\displaystyle P=p_{1},p_{2},...,p_{n}}.
Entonces se toma ahora el siguiente número:
{\displaystyle m=p_{1}\cdot p_{2}\cdot ...\cdot p_{n}+1}
Tenemos que {\displaystyle m} es el producto de todos los números primos más 1, y  {\displaystyle m} no es un número primo, pues no se encuentra en la lista anterior, entonces por definición  {\displaystyle m} es un número compuesto y debe ser divisible por algún número primo.
Si hacemos la división entre cualquier número primo de la lista  {\displaystyle P=p_{1},p_{2},...,p_{n}}, nos sale resto 1, por lo cual debe existir al menos otro número primo que no se encuentra en esa lista.
Entonces llegamos a una contradicción de nuestra tesis  «Los números primos son finitos» que es falsa, por lo cual existen infinitos números primos.

### La raíz cuadrada de 2 es irracional
Un ejemplo es la demostración de que la raíz cuadrada de 2 es un número irracional. La afirmación inicial (nuestra tesis) es la contraria, es decir, que:  «la raíz cuadrada de 2 es un número racional».
Al ser un número racional, vamos a expresarlo como {\displaystyle p/q}; entonces quedaría:
{\displaystyle {\sqrt {2}}={\frac {p}{q}}}, {\displaystyle p,q\in \mathrm {Z} /q\neq 0} (donde {\displaystyle p} y {\displaystyle q} son números enteros, {\displaystyle q} es distinto de 0).
Sin pérdida de generalidad se puede suponer que p y q son positivos (si los dos fueran negativos, bastaría multiplicarlos por -1) y que son primos entre sí, es decir, no comparten factor común alguno (ya que si hubiera factores comunes, los podemos simplificar y quedarnos con la fracción irreducible resultante).
Ahora elevamos ambos miembros al cuadrado:
{\displaystyle 2={\frac {p^{2}}{q^{2}}}}
Multiplicando en ambos lados  por {\displaystyle q^{2}\,\!}, se tiene:
{\displaystyle 2q^{2}=p^{2}\,\!}
La expresión {\displaystyle 2q^{2}\,\!} es un número par, por lo que  {\displaystyle p\,\!} también es par (de no serlo, {\displaystyle p^{2}\,\!} no sería par, y no se podría cumplir la igualdad).
Sea {\displaystyle p=2n\,\!}, donde {\displaystyle n\,\!} es un número entero. Sustituyendo, la expresión quedaría:
{\displaystyle 2q^{2}=(2n)^{2}=4n^{2}\,\!}
Podemos simplificar dividiendo por dos en ambas partes y obtener que
{\displaystyle q^{2}=2n^{2}\,\!}
Por el mismo razonamiento de antes, donde {\displaystyle 2n^{2}\,\!} es un número par, {\displaystyle q^{2}\,\!} también es par, como lo es {\displaystyle q\,\!}.
Como {\displaystyle p\,\!} y {\displaystyle q\,\!} son pares, tienen al menos un factor común, {\displaystyle 2\,\!}. Esto entra en contradicción con la suposición anterior, de que  los números {\displaystyle p\,\!} y {\displaystyle q\,\!} no tenían factores en común. Como esta elección de {\displaystyle p\,\!} y {\displaystyle q\,\!} se hizo sin pérdida de generalidad y el razonamiento posterior es correcto, ello implica que la premisa inicial de que {\displaystyle {\sqrt {2}}} era racional es falsa.
Luego {\displaystyle {\sqrt {2}}} es irracional. Q.E.D.

## Lógica
En lógica simbólica la reducción al absurdo se expresa así:
Si
{\displaystyle S\cap \{\neg P\}\vdash F}
entonces
{\displaystyle S\vdash P}
En esta representación, P es la proposición por demostrar, y S es una serie de proposiciones previas tomadas como ciertas. Por ejemplo, los axiomas de la teoría en la que se ha trabajado o los teoremas anteriores ya demostrados. Considérese la negación de P en conjunto con S. Si esto lleva a una contradicción F se puede concluir que S conduce necesariamente a P.
En palabras de G. H. Hardy: «La reducción al absurdo, que Euclides tanto amaba, es una de las mejores armas de la Matemática. Es mucho mejor gambito que cualquiera de los del ajedrez: un jugador de ajedrez puede ofrecer el sacrificio de un peón u otra pieza, pero un matemático ofrece la partida».